# Леопольд (князь Ангальт-Кётена)
Леопольд Ангальт-Кётенский (нем. Leopold von Anhalt-Köthen; 29 ноября 1694, Кётен — 19 ноября 1728, Кётен) — князь Ангальт-Кётена из династи Асканиев. Известен как покровитель и многолетний друг Иоганна Себастьяна Баха.

## Биография
Леопольд — второй сын князя Эмануэля Лебрехта Ангальт-Кётенского и его морганатической супруги Гизелы Агнессы фон Рат, имперской графини Нинбургской.
После смерти отца Леопольда в 1704 году на воспитание 10-летнего сына существенное влияние оказывала мать, выполнявшая функции регента. Во избежание конфликтов из-за лютеранского вероисповедания супруги в своём завещании помимо Гизелы Агнессы Эмануэль Лебрехт назначил главным регентом короля Пруссии Фридриха I. Тот предпочёл, чтобы вместо лютеранского воспитания Леопольд получил реформатское, и приказал отправить будущего князя в новую рыцарскую академию в Бранденбурге-на-Хафеле.
9 октября 1710 года Леопольд отправился в образовательную поездку в Гаагу, где Леопольд ходил в оперу и обнаружил свою любовь к музыке. Леопольд сам играл на клавесине и скрипке. По возвращении из поездки в 1711 году Леопольд отказался от военной карьеры, предложенной ему Фридрихом I. Леопольд отправился в Англию, где посещал оперу и Оксфордский университет, где его особенно привлекала библиотека. Затем Леопольд через Голландию, Франкфурт-на-Майне и Аугсбург добрался до Италии. На посещение венецианской оперы он потратил 130 талеров. После Рима, Турина и Флоренции Леопольд переехал в Вену. 17 апреля 1713 года Леопольд вернулся в Кётен, твёрдо решив организовать придворную музыкальную капеллу.
Вскоре после прихода к власти 22-летний князь предложил должность придворного капельмейстера Иоганну Себастьяну Баху, с которым он познакомился на свадьбе своей сестры Элеоноры Вильгельмины в Нинбурге. Договор был подписан Бахом ещё 5 августа 1717 года, но из-за того, что композитор не уволился со службы в Веймаре, он подвергся там краткосрочному аресту и приступил к работе в Кётене только в начале 1718 года. Кётенский период стал одним из наиболее продуктивных в творчестве Баха.
В отсутствие наследников Леопольду наследовал его брат Август Людвиг.

## Семья
В декабре 1721 года князь Леопольд женился на принцессе Фридерике Генриетте Ангальт-Бернбургской (1702—1723). У них родилась дочь:
- Гизела Агнесса Ангальт-Кётенская (1722—1751), замужем за князем Леопольдом II Ангальт-Дессауским

После смерти супруги Леопольд женился во второй раз в 1725 году на принцессе Шарлотте Фридерике Нассау-Зигенской (1702—1785). У них родилось двое детей, умерших в раннем возрасте:
- Эмануэль Людвиг Ангальт-Кётенский (1726—1728)
- Леопольдина Шарлотта Ангальт-Кётенская (1727—1728)